# جليد أزرق

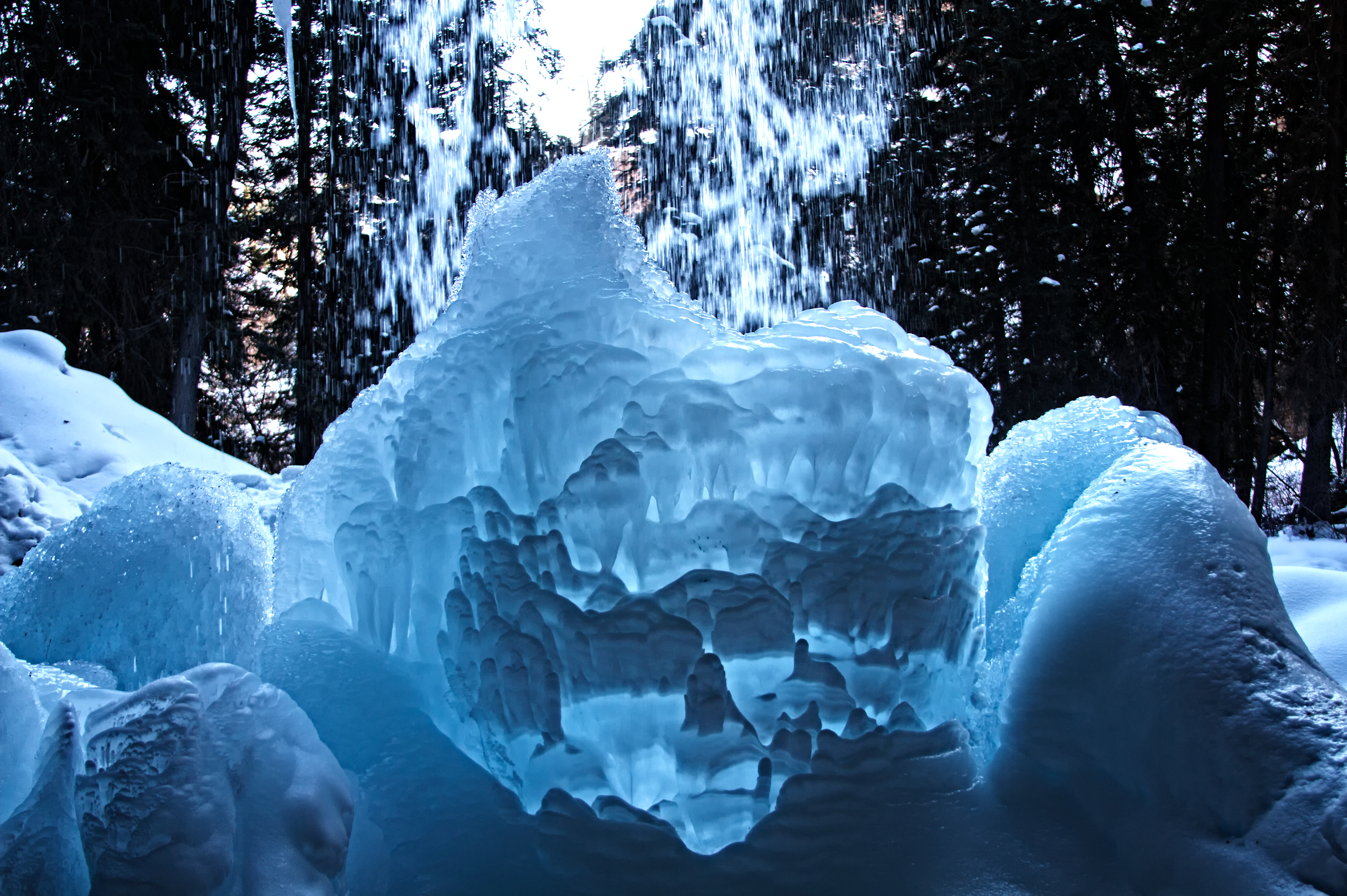

جليد أزرق تحدث ظاهرة الجليد الأزرق عند تساقط الثلوج على الجبل الجليدي، ثم تبدأ هذه الثلوج في الانضغاط، وتصبح بعدها جزء من الأنهار الجليدية التي تشق طريقها نحو مجموعات المياه (الأنهار والبحيرات والمحيطات....) خلال أسفارها، تتقلص فقاعات الهواء المحاصرة في الجليد نظرا للضغط المتواصل عليها، مما يؤدي إلى الزيادة في حجم بلورات الجليد ما يجعلها واضحة الزرقة.
اللون الأزرق غالبا ما يعزى إلى خطأ في توزيع تناثر رايليغ (Rayleigh scattering) وهي نظرية الاستقطاب الكهربائية للجزيئات، وهو التفسير العلمي لزرقة السماء والماء والثلج، تحدث نتيجة وجود رابطة الهيدروجين والاوكسجين (O-H) حيث تمتد هذا الرابطة إلى المياه والتي تمتص نهاية الضوء الأحمر من الطيف المرئي.

## مدرج القطب الجنوبي
يتعرض الجليد الأزرق في مناطق من القارة القطبية الجنوبية لعدم تساقط الثلج عليه، وقد استخدمت هذه المناطق كمدارج للطائرات المتجهه إلى قارة أنتارتيكا، نظرا لسطح الجليد الأزرق الصلب الذي أصبح مناسب للطائرات المزودة بالعجلات بدلا من الزحافات.

## وصلات خارجية
- لماذا الماء أزرق
- لماذا الثلج والجليد أزرق
- الأزرق في قارة أنتارتيكا
- الثلج الأزرق في قارة انتارتيكا